# Grazer Altstadtkriterium
Das Grazer Altstadtkriterium ist ein Radsportkriterium in der steirischen Landeshauptstadt Graz, das erstmals 1984 ausgetragen wurde. Auf der Siegerliste des Einladungsrennens durch die Grazer Altstadt stehen unter anderem Lance Armstrong, Mario Cipollini und Jan Ullrich. Nach mehrjähriger Pause fand im Juli 2022 die insgesamt 25. Auflage statt.

## Modus und Streckenführung

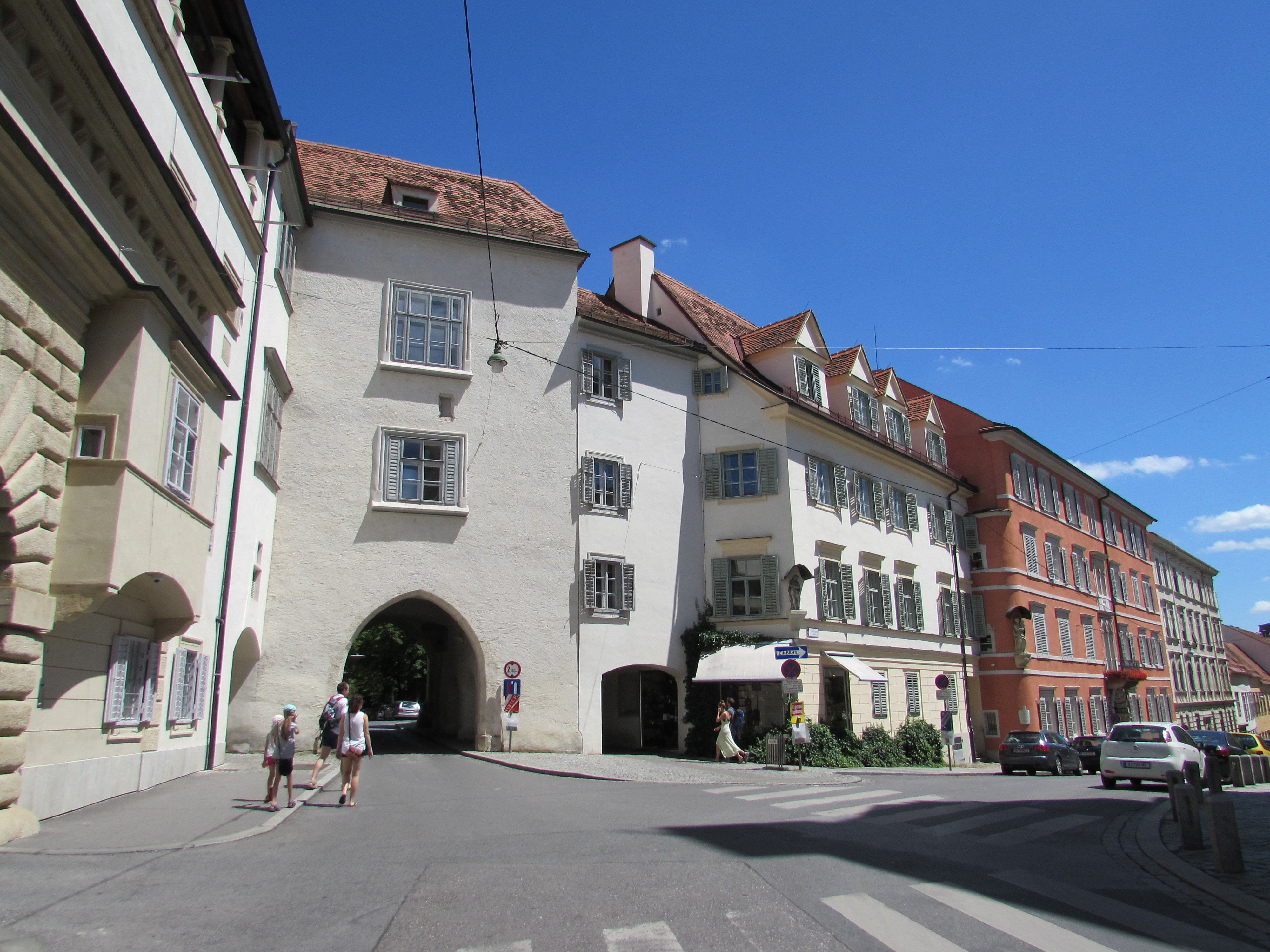
Die Originalstrecke führt durch das wenige Meter breite Burgtor.

Die Originalstreckenführung des Altstadtkriteriums besteht aus einem 980 Meter langem Rundkurs um den östlichen Teil der Grazer Altstadt. Start und Ziel befinden sich in der Erzherzog-Johann-Allee im Bereich Stadtpark/Burggarten. Von dort führt die Strecke im Uhrzeigersinn vorbei an der Halle für Kunst Steiermark über Burg- und Opernring bergab bis zum Opernhaus, durch die Burggasse zum Tummelplatz, durch die Bürgergasse bergauf, vorbei an Mausoleum und Dom, und durch die Hofgasse und das Burgtor zurück zum Start. Der Straßenbelag besteht größtenteils aus Asphalt, ein Teil der Bürgergasse sowie die Durchfahrt durch das Burgtor sind gepflastert.
Von 1984 bis einschließlich 1999 wurden je 70 Runden gefahren, was einer Gesamtlänge von knapp 69 Kilometern und einem Höhenunterschied von etwa 1050 Metern entspricht. 2022 standen 60 Runden, also knapp 59 Kilometer und 900 Höhenmeter, auf dem Programm. In den Jahren von 2000 bis 2007 mussten auf alternativer Streckenführung durch die Sporgasse und über den Freiheitsplatz je 50 Runden absolviert werden. Anders als bei anderen Radsportkriterien gibt es seit 2000 keine Punktewertung mehr, Sieger ist, wer als erster die Ziellinie überquert.

## Geschichte
Das Altstadtkriterium wurde erstmals 1984 von Heinz Bauer, Vorstand des WisoSport Club Graz, organisiert. Die ersten beiden Austragungen gewann der Lokalmatador Harald Maier. 1986 gab es erstmals einen Wertungssprint, den der spätere Gesamtsieger Urs Freuler für sich entschied und dafür einen Papagei gewann. Im folgenden Jahr konnte der amtierende Straßen-Weltmeister Moreno Argentin verpflichtet werden, der als erster und einziger Teilnehmer sämtliche Sprints gewann. Als erster Amateur siegte 1989 der Bahnradspezialist Roland Königshofer, indem er auf regennassem Belag das gesamte Feld überrundete. Weitere Amateursiege gelangen 1994 dem früheren Profi Dietmar Hauer und 1999 Arno Kaspret, der sich gegen den vielfachen Grand-Tour-Etappensieger und späteren Weltmeister Mario Cipollini durchsetzte. Ein Zuschauerrekord von 30.000 (anderen Angaben zufolge 50.000) wurde am 29. Juli 2003 erreicht, als sich Lance Armstrong zwei Tage nach seinem fünften Tour-de-France-Gewinn zum Sieger kürte. Der ORF übertrug das Rennen erstmals live im Fernsehen. 2005 führte ein Gewitter mit Starkregen nach 13 gefahrenen Runden zum erstmaligen Abbruch des Kriteriums. Die vorerst letzte Austragung wurde 2007 durch den im Rahmen der Tour de France viel diskutierten Dopingskandal Fuentes überschattet.
Eine geplante Neuauflage im September 2020 konnte aufgrund der Maßnahmen zur Bekämpfung der COVID-19-Pandemie nicht ausgetragen werden. Die 25. Auflage wurde für den 26. Juli 2022 angesetzt und fand damit wie zuletzt am ersten Dienstag nach Zielankunft der Tour de France statt. Erstmals standen auch Damen- und Nachwuchsrennen sowie ein Handbike-Rennen auf dem Programm. Zur ersten Siegerin kürte sich die ehemalige Shorttrackerin Veronika Windisch.

## Siegerliste
Herren
| - 1984: Harald Maier - 1985: Harald Maier - 1986: Urs Freuler - 1987: Moreno Argentin - 1988: Acácio da Silva - 1989: Roland Königshofer - 1990: Acácio da Silva - 1991: Franco Chioccioli - 1992: Sean Kelly | - 1993: Acácio da Silva - 1994: Dietmar Hauer - 1995: Johan Museeuw - 1996: Tony Rominger - 1997: Erik Zabel - 1998: Erik Zabel - 1999: Arno Kaspret - 2000: Mario Cipollini - 2001: Peter Luttenberger | - 2002: Óscar Freire Gómez - 2003: Lance Armstrong - 2004: Jan Ullrich - 2005: Rennabbruch, Gewitter - 2006: Bernhard Eisel - 2007: Robbie McEwen - 2008–2021: keine Austragung - 2022: Geraint Thomas - 2023–2024: keine Austragung |

Damen
- 2022:  Veronika Windisch

## Sonstiges
Das namensähnliche Welser Innenstadtkriterium wird im Bezirk Innere Stadt von Wels, Oberösterreich gefahren. Dieses Einladungsrennen findet seit etwa 1998 ebenfalls wenige Tage nach der Tour de France statt.
Das erstmals in einer Grazer Altbauwohnung gefahrene Altbauradkriterium lehnt sich eher scherzhaft ähnlichklingend an das Altstadtkriterium an.